# 下河辺孫一
下河辺 孫一（しもこうべ まごいち、1909年〈明治42年〉2月5日 - 1997年〈平成9年〉10月10日）は、日本の実業家で、下河辺牧場の創業者。下河邉 孫一の表記もある。

## 人物・来歴
1909年、元日本鉱業（現・ENEOS）社長・下河辺建二の長男として東京府（現・東京都）に生まれた。東京帝国大学獣医科実科（実科は1935年に東京高等農林学校として独立、現・東京農工大学）卒業後宮内省に入省、御料牧場の獣医師として5年間勤務の後独立して成田市に下河辺牧場を開業し、サラブレッドの育成に努めた。戦後北海道沙流郡門別町（現・日高町）に支場を開設して長男の下河辺俊行が経営にあたった。1975年（昭和50年）成田空港建設に伴い牧場を香取郡栗源町（現・香取市）に移転した。1997年、死去。88歳没。孫一の死後、下河辺牧場は日高支場が中核となり、栗源町の本場は「下河辺トレーニングセンター」と改称した。

## 家族・親族
父・建二は大阪府の医師・下河辺俊斎の次男、弟は芦田均の娘婿で日製産業（現・日立ハイテク）の社長を務めた下河辺三史。妻・敏子は三沢信一の次女。三沢の三女はイギリス文学者の藤島昌平に嫁いだため、孫一と昌平は義兄弟となった。小説家・評論家の藤島泰輔は昌平の甥。孫一・敏子夫妻の次女・牧子はドイツ文学者の小沢俊夫に嫁いだ。ミュージシャンの小沢健二は俊夫・牧子夫妻の次男なので下河辺孫一の孫にあたる。山下汽船（現・商船三井）常務や山栄船舶社長等を歴任した漆野寿一は孫一の義弟。都市計画家の下河辺淳は従弟。